# چغک گلونارنجی
چغک گلونارنجی (نام علمی: Euneornis campestris) نام یک گونه از تیره فرخنده است.

## نگارخانه

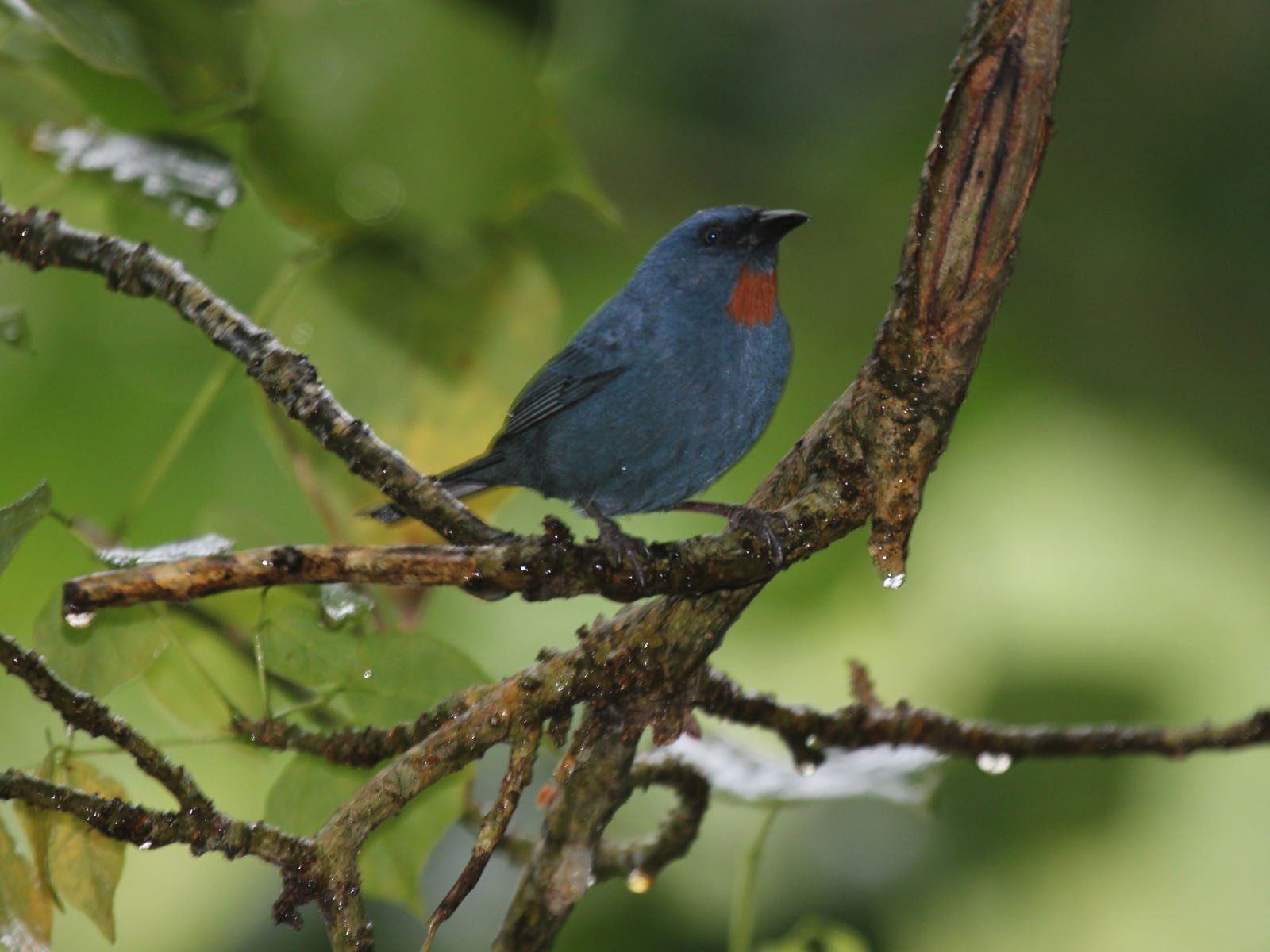
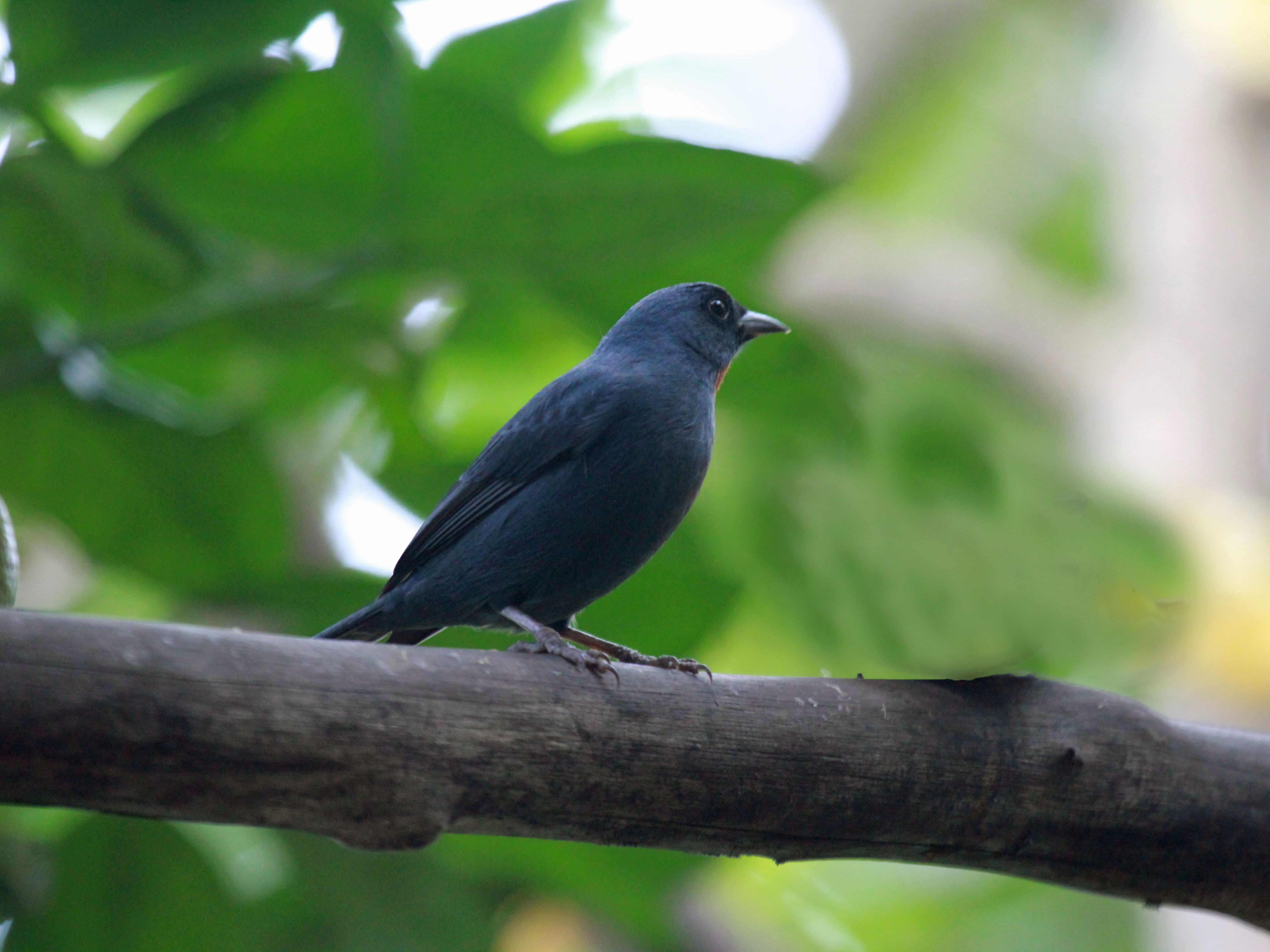
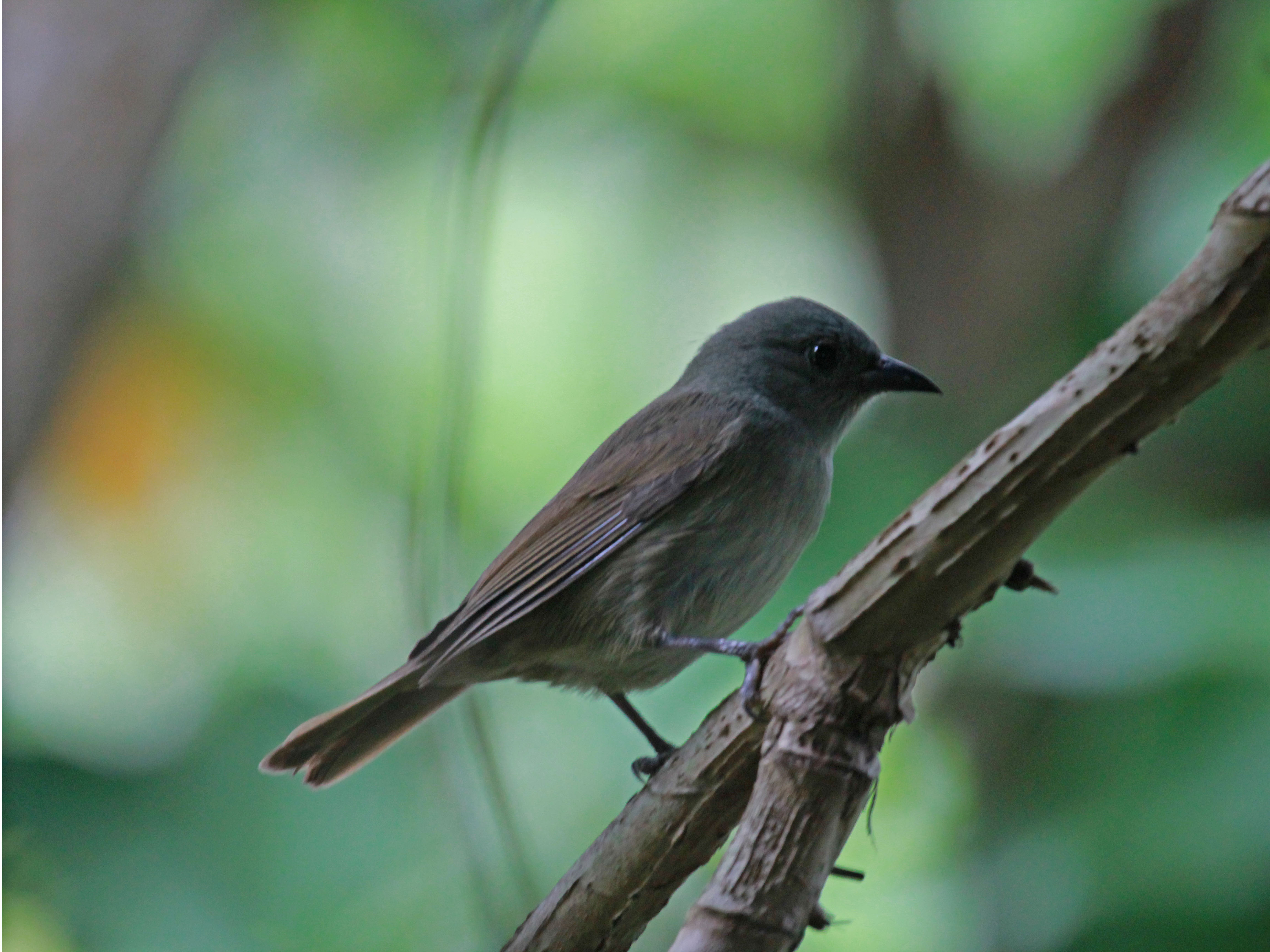
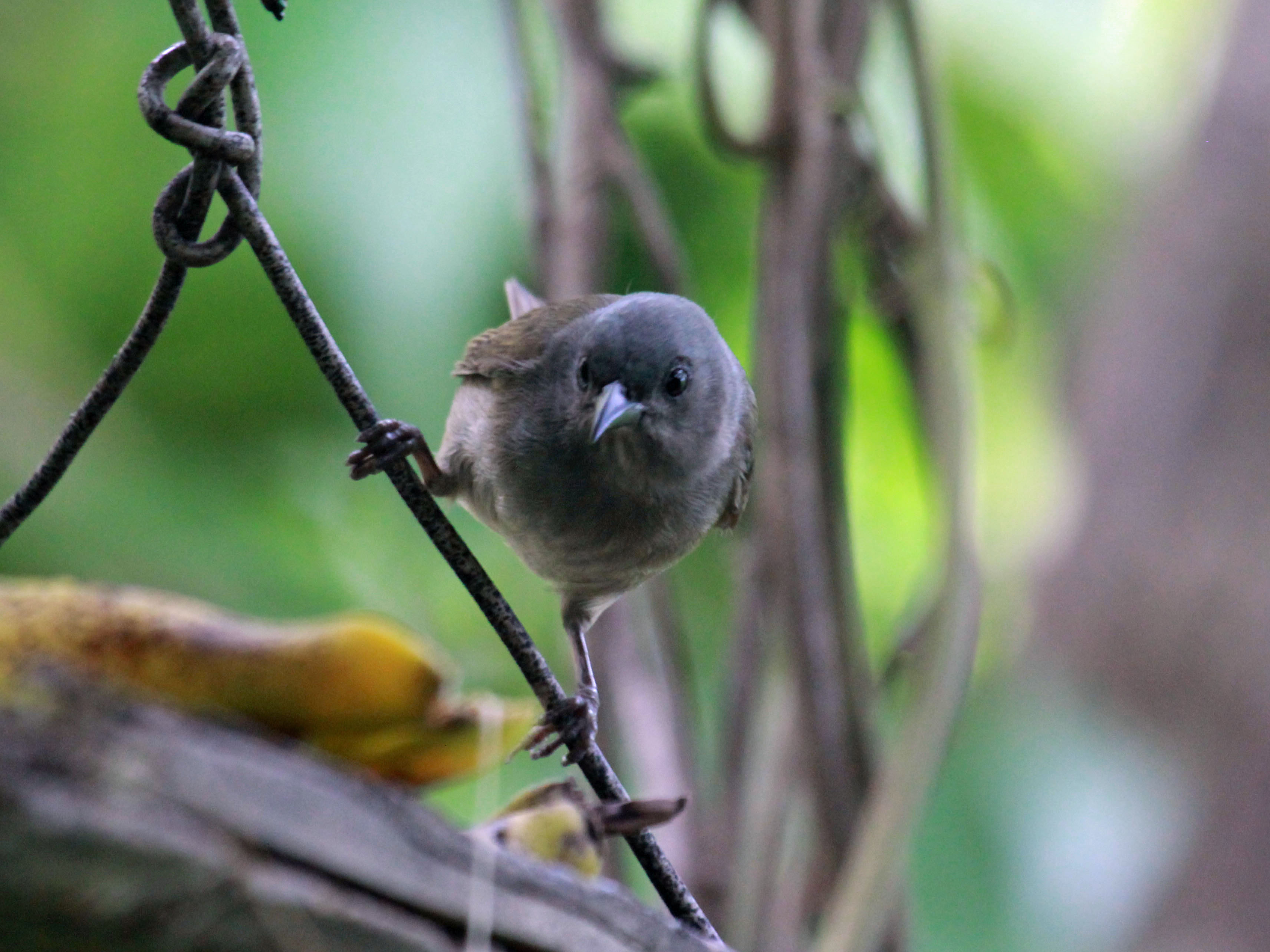